# بينغ فو
بينغ فو (بالإنجليزية: Ping Fu)‏ هي سيدة أعمال وعَالِمَة حاسوب أمريكية، ولدت في 1958 في نانجينغ في الصين.